# Звіриний стиль

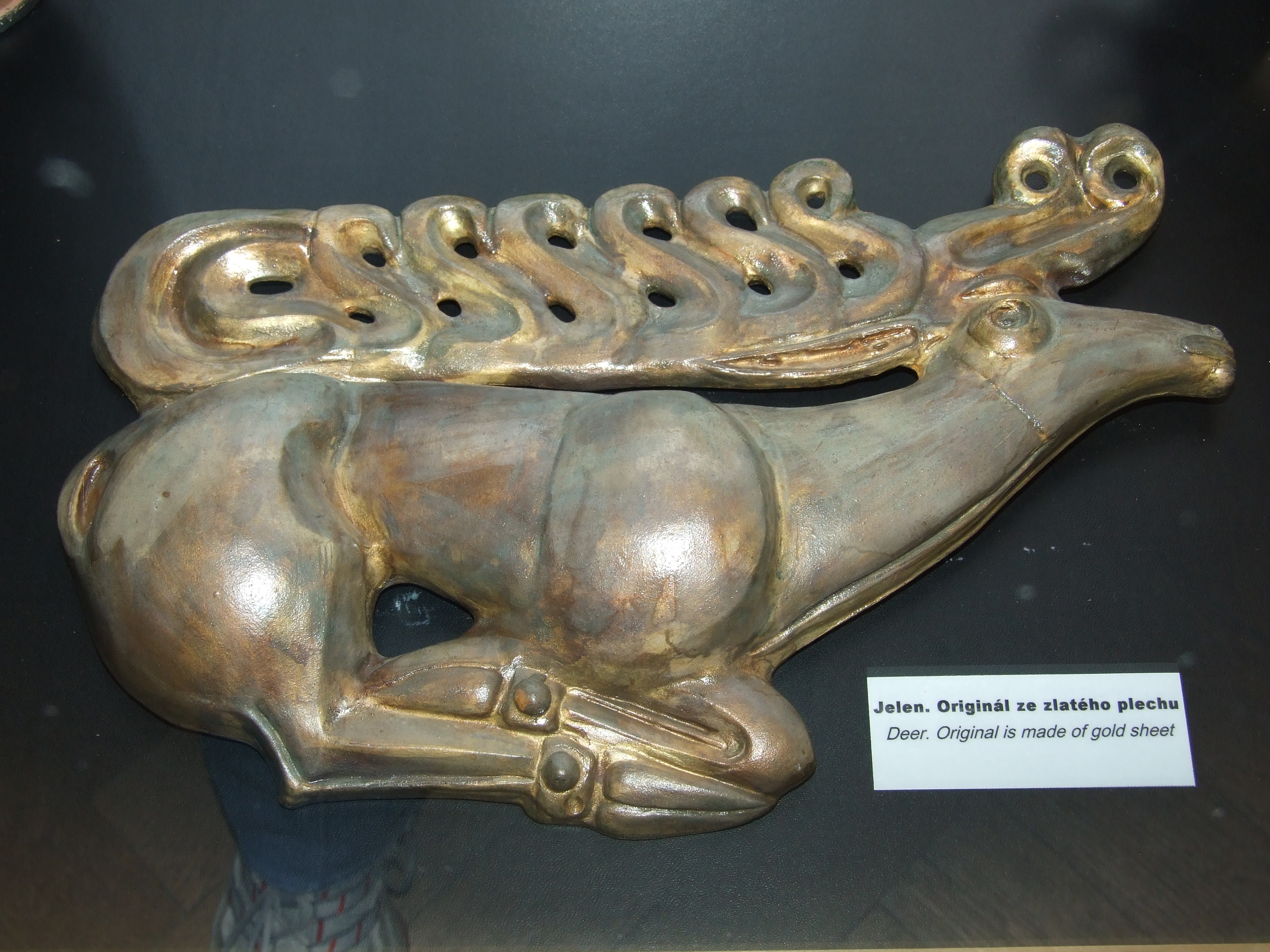
Золота бляшка у формі оленя — класичний зразок стилю

Звіри́ний стиль — назва художнього стилю, поширеного в мистецтві кількох стародавніх культур. Основною тематикою зображень були тварини або ж частини їх тіла, та складних композицій з них, звідки й назва. Найдавніші зразки датуються III тисячоліттям до нашої ери, після нашої ери поступово виходить з ужитку, але його елементи часом трапляються й пізніше. Одним з найкращих зразків цього стилю є скіфський звіриний стиль.
Звіриний стиль давнини відрізняється від абстрактного звіриного орнаменту VI–XIII століть, розповсюдженого в романському і норманському мистецтві, і від тератологічних давньоруських мотивів.
Звіриний стиль пов'язують з шануванням тварин і тотемізмом. Первісно сакральні зображення з часом стали орнаментальним мотивом. Найдавніші зразки звіриного стилю відомі в Єгипті та Межиріччі з ІІІ тисячоліття до нашої ери. В ІІ тисячоліття до нашої ери звіриний стиль вже відомий в Передній Азії, Індії, Китаї, Середній Азії, Південному Сибіру, Поволжі, Приураллі. Найбільшого розвитку звіриний стиль набув у мистецтві іраномовних кочівників І тисячоліття до нашої ери та перших століть нашої ери — це скіфо-сарматський звіриний стиль та мистецтво племен Південного Сибіру.

## Витоки[1]
Теорії пояснення походження звіриного стилю поділяються на дві групи: одні виходять з того, що схожість це сталася конвергентно, на основі загальних соціально-економічних умов, інші — з того, що схожість у стилі у всіх провінціях пояснюється загальним походженням з одного центру. Перша група теорій по суті знімає питання про подібність, пояснюючи лише, чому зображуються звірі: такий рівень розвитку релігійних уявлень.
Друга група теорій ділиться на декілька, відповідно різним передбачуваним центрам походження звіриного стилю. Одні з дослідників вважають, що звіриний стиль Причорномор'я сходить до іонійського, а з Причорномор'я потрапляє в Сибір (А. Фуртвенглєр, (110/111) Б. Фармаковский, С. Прушевского). [2] Немає дослідників, що зводять скіфський звіриний стиль до іонійського, але друга частина теорії — про проникнення звіриного стилю в Сибір з Причорномор'я шляхом торгівлі та розповсюдження кочових форм побуту — має послідовників (Б. Н. Граков і А. І. Мелюкова) . Ця теорія не пояснює, однак, існування в Сибіру карасукського звіриного стилю. Інші дослідники вважали, що звіриний стиль, навпаки, потрапляє з Сибіру в Причорномор'я (Е. Міннз). Теорія Е. Міннза, висловлена в 1913 р, не підтвердилася після розробки хронології сибірських старожитностей.

## Скіфський звіриний стиль

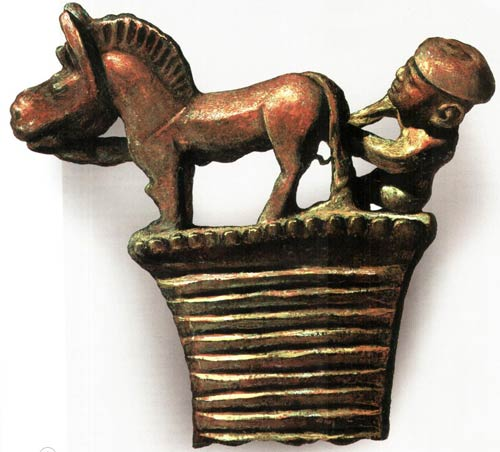
Навершя бронзового ножа. Середина 2 тисячоліття до н. е. Могильник Ростовка. Омське Поіртишшя. Західний Сибір. Розкопки В. І. Матющенко. МАЕС ТГ

Скіфський звіриний стиль склався під впливом мистецтва Ірану і Передньої Азії, а в Причорномор'ї він зазнав значного впливу елінського мистецтва. У курганах Центральної Азії знаходять предмети, що з'єднують у своєму стилі риси елліністичного, сасанідського і китайського мистецтва. Так, за однією з версій, на формування унікального «скіфського звіриного стилю» вплинули бронзові вироби з провінції Ордос у Північно-Західному Китаї, так звані ордоські бронзи. Інше можливе джерело — Лурестан на південно-заході Іранського нагір'я, перський звіриний стиль, блискуче розвитий майстрами епохи Ахеменідів і Сасанідів. Елементи того ж стилю присутні в мистецтві іонійців періоду архаїки, що населяла острови Східного Середземномор'я і які знаходились під явним перським впливом. Висловлювалися версії про сибірське походження скіфського звіриного стилю і про вплив на його формування традиційного різьблення по дереву. Найранніші знахідки датуються IX століттям до нашої ери, але риси оригінального стилю складаються до VII століття до нашої ери.

Для скіфського звіриного стилю характерні тонке спостереження природи, реалістична передача форм тварин і їх рухів, динамічні композиції, що змальовують боротьбу звірів. Найпоширеніші зображення травоїдних тварин, хижих звірів і птахів, а також фантастичних істот головно грифонів. Прийоми зображень різні: гравіювання по металу і литво, різьблення по дереву і кісті, аплікації з шкіри і повсті. Відоме татуювання людського тіла виконане у звіриному стилі.
Реалістичність зображень поєднувалася з певною умовністю. Як правило, тварини показані в певних позах, з перебільшено помітними лапами, очима, кігтями, рогами, вухами тощо. Фігури звірів розташовувалися з урахування форми речі, яку вони прикрашали.
Тварини зображалися в канонічних позах — скачуть, борються; копитні з підігнутими ногами; хижаки — інколи згорнуті в клубок. Просліджуються умовні прийоми і в передачі окремих частин тіла тварини наприклад очі у вигляді кружків, роги — завитків тощо. Інколи зображалася частина тіла звіра, що служила його символом — голови, лапи, кігті. Зустрічаються зображення звірів або їх частин, поміщені на зображення інших тварин.
Персонажів звіриного стилю небагато, вони повторюються і ясно підрозділяються на три групи відповідно трьом зонам міфологічного Світового Дерева: небесної (птаха), земної (копитні) і підземної (хижаки).
Серед птахів виділяються грифони грецького типу з архаїчними серпоподібними крилами, грифо-барани, фантастичні крилаті звірі, що мають аналоги в перському мистецтві.
З хижаків найбільш часті у скіфському мистецтві лев або барс. Зображують хижака в декількох строго певних позах, пов'язаних між собою. У мистецтві скіфів Причорномор'я і на Алтаї антропоморфні зображення досить рідкісні, а в Минусинській улоговині та інших частинах скіфського світу їх майже немає.
Серед копитних зображуються олені, кози, бики, барани, коні. До «медіаторів» (лат. mediator — посередник) відноситься кабан, який вільно рухається з однієї зони в іншу (оскільки має двоїсту природу: він і копитний, і м'ясоїдний (хижак).
Однією з головних особливостей звіриного стилю є контраст чистих поверхонь, гладких об'ємів тіла тварини, створених характерним перетинанням площин, з гіпертрофованою фактурою деталей. Ця особливість почасти пояснюється технологією: скіфські майстри воліли не ліпити модель майбутнього виливка, а вирізувати ножем із широким лезом з м'якого воску. Звідси характер трактування форми тіла тварини — великі площини з різкими гранями, а також аналогії виробів із золота з різьбленими з дерева. Голови, очі, вуха, роги, копита звірів геометризуються, збільшуються в розмірі і, всупереч правдоподібності, довільно переносяться з місця на місце. Наприклад замість пазурів лапи звіра закінчуються пташиними головами. Аналогічний прийом зооморфних перетворень, інтерполяцій характерний для багатьох архаїчних культур, древньоамериканського, єгипетського мистецтва, виробів американських індіанців і аборигенів Полінезії.
Деякі вчені вважають, що в основі звіриного стилю лежать магічні уявлення скіфів про намагання оволодіти якостями, які притаманні звіру: прудкість, сила, влучність. Інші ж схильні вбачати зв'язок між звіриним стилем і міфологією, коли скіфські боги мали зооморфний образ. Інколи звіриний стиль розглядають як символічно-знакову систему, що втілювала загальні уявлення про світобудову. Фігури тварин мали охороняти їх володарів від бід. Але стиль був не тільки і навіть не стільки сакральним, як декоративним. Ці мотиви використовувались для оздоблення військової зброї, кінської зброї, ритуального посуду.
У сарматські часи схематизація і умовні межі помітно посилилися, зображення часто покривалися численними кольоровими вставками. У І тисячоліття нашої ери поширення християнського мистецтва на заході та мусульманського на сході призвело до того, що звіриний стиль поступово втратив своє значення.